# Gerhard Egger

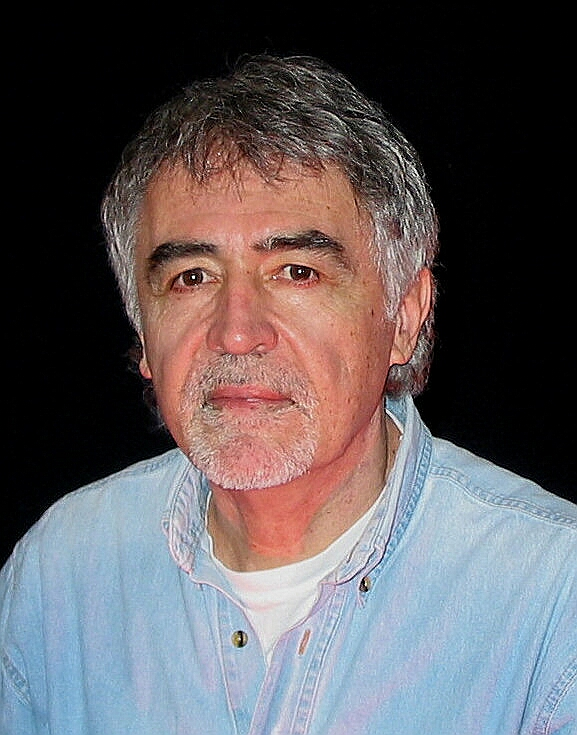
Gerhard Egger (Mostrocker), 2011

Gerhard Egger (* 14. Oktober 1949 in Gosau, Oberösterreich) ist ein österreichischer Liedermacher, Komponist, Autor und Alpenrockpionier der ersten Stunde. Er wird auch „Mostrocker“ genannt.

## Leben

### Volksmusiker (ab 1953)

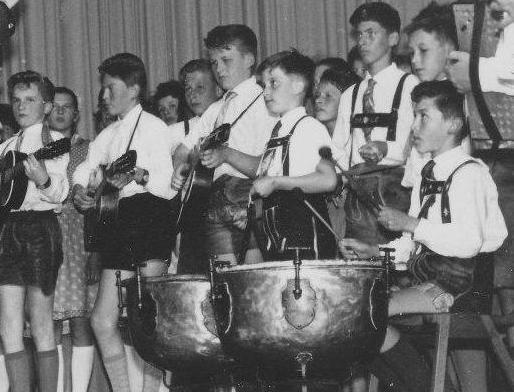
Gerhard Egger (Schulband), Bad Goisern, 1962

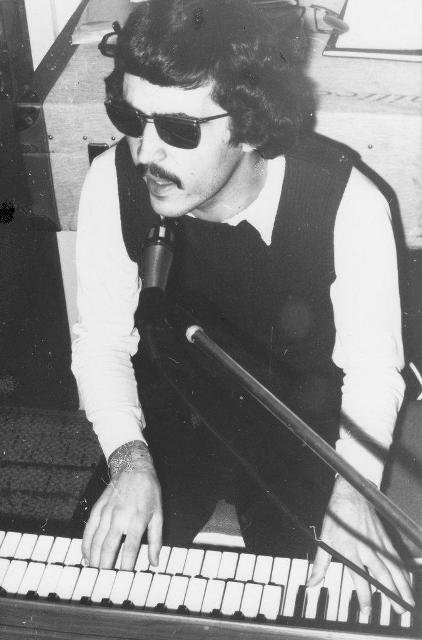
G. Egger (Art Boys Collection), Konzerthausstudio Wien, 1970

Gerhard Egger besuchte ab 1956 die Volksschule in Gosau und wechselte 1960 in die Hauptschule nach Bad Goisern. Dort stand er mit dem späteren Rocksänger Wilfried Scheutz in einer Schulband erstmals auf der Bühne. 1964 verschlug es ihn ins musisch pädagogische Realgymnasium nach Oberschützen im südlichen Burgenland. Bislang Autodidakt, erhielt er dort erstmals Klavier- und Kirchenorgelunterricht. Als Fan der Beatles erlernte er im Selbststudium Gitarre und begann eigene Songs in englischer Sprache zu schreiben.

### Songschreiber, Pädagoge, Produzent
1969 übersiedelte er nach Linz, inskribierte an der Pädagogischen Akademie und gewann mit eigenen Songs den Interpretenwettbewerb des Innviertel Grand Prix. Als Sänger, Gitarrist und Songschreiber der Gruppe Art Boys Collection erreichte er 1971 mit Jesus said Platz 3 der Discparade des Radiosenders Ö3. Es folgten Tourneen mit den Milestones, Worried Men Skiffle Group, Waterloo & Robinson oder Marika Lichter.
Für das 1972 erschienene ABC-Album Stoned Wall schrieb Egger Stilmix-Songs. Die Produktion war nach einem Radioboykott vorerst nur mäßig erfolgreich. Egger verließ die Gruppe, schloss sein Studium ab, trat in Stadl-Paura eine Stelle als Volksschullehrer an und trampte zwei Sommer lang musizierend durch Europa. 1974 heiratete er und betätigte sich als Sprecher einer „Aktionsgruppe Volksschullehrer“, die mit einer Unterschriftenaktion die dienstrechtliche Gleichstellung von Volks- und Hauptschullehrern einleitete. Ein Jahr später 1975 stellte er seinen angloamerikanischen Stilmix auf Dialekt um und verbrämte ihn mit Volksmusikelementen. Daneben tourte er 5 Jahre als Keyboarder und Sänger mit der Coverband „Broadway“ durch Österreich und Bayern. 1980 gründete er mit Musikerkollegen, zu denen später die Komponistin Hanneliese Kreissl-Wurth stieß, das Tonstudio Ringstraße in Wels und schrieb Songs für Waterloo & Robinson, Waterloo solo und Wilfried Scheutz, die teilweise von Christian Kolonovits oder Klaus Prünster produziert wurden.

### Mostrocker (ab 1985)

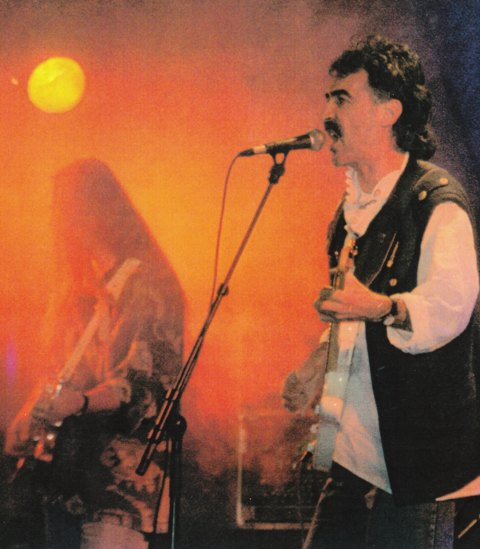
G. Egger (Mostrocker), Rockhouse Salzburg, 1996

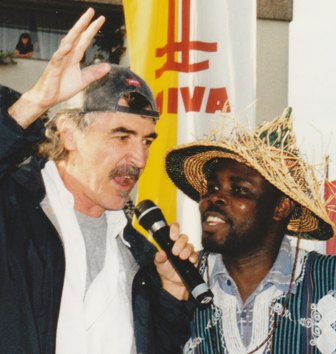
G. Egger (Weltband), Weltfest Stadl-Paura, 1999

1985 rief er zusammen mit dem Gitarristen Gery Moder die Band „Gerhard Egger & Die Mostrocker“ ins Leben. Ihren bis dahin kaum üblichen Stilmix aus Rock und Volksmusik nannten sie „Mostrock“. Besetzung: G. Egger (Gesang, Gitarre, Keyboards, Mund- und Ziehharmonika), G. Moder (Gitarre), W. Zeininger (Bass), W. Grabmayr (Keyboards), M. Eder (Schlagzeug). 1987 erregte das erste Album „Vom Dachstoa bis nach Tennessee“ einiges Aufsehen, noch bevor Musiker wie Attwenger, Rauhnacht, die Ausseer Hardbradler, die Seer und Hubert von Goisern die Bühnen stürmten. Als zweites Album erschien 1991 die Alpinrock-Oper Hallstatt – Das Mystical. Anlässlich der Hallstätter Kulturwoche „Kunst im Hochtal“ wurde das Rocktheaterstück 1993 uraufgeführt. 1994 wurde Egger als erfolgreicher Komponist stimmberechtigter Genossenschafter der österreichischen Urheberrechtsgesellschaft AKM. Im gleichen Jahr übersiedelte er nach Lambach.
1995 produzierten Egger/Moder mit Unterstützung der Studiomusiker Willi Langer und Tommy Böröcz das dritte Album Hoamatblues. Die Single Scheni Leni wurde im Radio oft gespielt. Eine Alpinrock-Doppel-Tour mit den Ausseer Hardbradlern folgte. Besetzung: G. Egger (Gesang, Gitarre, Knopfharmonika, Mundharmonika), G. Moder (Gitarre), G. Landschützer (Keyboards), Chr. Sigl (Bass), F. Stingl (Schlagzeug). 1996 schuf Egger das Alpinrock-Kindermusical Der Flößerkater & Die Traungeister und brachte es mit 300 Beteiligten in Stadl-Paura auf die Bühne. Ergänzend dazu verfasste er ein Lese- und Liederbuch. Ein Jahr später 1997 gab er zum 10. Jahrestag der Besetzung der Hainburger Au durch Naturschützer ein Konzert vor dem Wiener Rathaus. Die aus dem vierten Album „Grenzgänger“ ausgekoppelte Single „Gemmas an“ hielt sich 25 Wochen in den österreichweiten Top-15-Airplaycharts. Die Grenzgänger-Tour führte auch über das Wiener Ernst-Happel-Stadion und über die Internationale Funkausstellung Berlin.

### Weltmusiker (ab 1998)
1998 schrieb und produzierte Egger nach dem Motto „Think globally, act locally“ die „Stadlinger Hymne“. Es entstand ein Album mit zehn unterschiedlichen Versionen und Interpreten aus der Pop-, Rock-, Volks- und Chormusikszene sowie aus der Klassik. Zum Weltfest 1999 steuerte er MIVA den „WeltSong“ bei und präsentierte ihn mit der WeltBand, der Musiker aus Afrika, Lateinamerika, Asien und Europa angehörten. 2000 widmete er dem Surf-Olympiasieger Christoph Sieber den Christoph-Sieber-Surfing-Song und brachte ihn auf dessen Olympiagala zur Uraufführung und 2001 entstand in Zusammenarbeit mit der Autorin Ruth Zizlavsky ein Lese- und Liederbuch für Kinder mit dem Titel Rüdiger, der Feuerdrache.
2002 beauftragte ihn die Tageszeitung Oberösterreichische Nachrichten, Dialekttexte ihres Franz-Stelzhamer-Lyrikwettbewerbes „Segn und Sagn“ zu vertonen. Das Ergebnis wurde auf einer gleichnamigen CD und auf einer Gala im Landestheater Linz präsentiert. 2003 erschienen das Album SchonZeit mit Eggers Vertonungen von Stelzhamer-Gedichten. Eine Österreich-Tour mit den Mostrockern und dem neuen Schlagzeuger Stefan Hofer folgte.

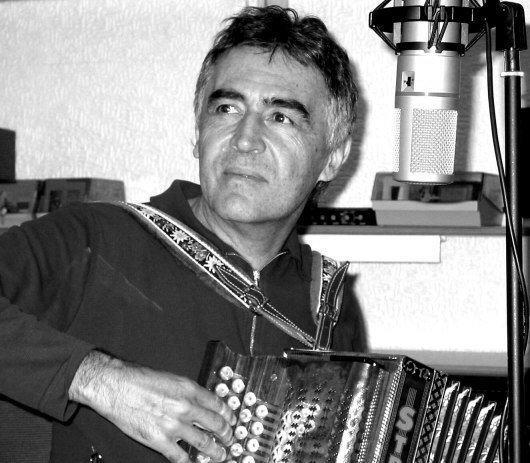
G. Egger, Riff-Studio Lambach, 2004

### Schulleiter
2003 übernahm Gerhard Egger die Leitung der Volksschule Stadl-Paura und widmete sich während der nächsten sechs Jahre der Schulentwicklung. 2009 trat er in den pädagogischen Ruhestand und wurde für seine Verdienste mit dem Ehrenring der Gemeinde Stadl-Paura ausgezeichnet. Im gleichen Jahr erschienen seine Zwiegedichte in der Lyrik-Anthologie des Stelzhamerbundes.

### Autor
2010 veröffentlichte der Mostrocker sein Buch Zeitspuren aus dem inneren Salzkammergut. In posthumer Zusammenarbeit mit seinem Großvater begab er sich darin auf historische Spurensuche. Das Buch wurde auch auf der Frankfurter Buchmesse vorgestellt. 2011 wurde das vierzig Jahre alte Album seiner ersten Band Art Boys Collection neu aufgelegt. Radios und Internetplattformen auf allen Kontinenten sorgten dafür, dass es in den Nitro-Download-Charts Platz 1 erreichte. Rezensoren von Japan bis USA sprachen von einer der schönsten Wiederentdeckungen der letzten Jahre. In Sammlerkreisen wurde daraufhin eine Original-LP aus dem Jahr 1972 mit bis zu 2.800 Euro gehandelt.

### Spätwerke
2012 erschien sein Album "Gerhard Eggers Lonely Mostrock Band" mit zwölf selbstgeschriebenen Songs in der Songwritermanier der Beatles. Sechs Songs daraus brachten es laut AKM in den nächsten Jahren auf mehr als 5000 ORF-Radioeinsätze.
2019 trat Gerhard Egger mit seinen Mostrockern (Gery Moder, Gerald Landschuetzer und Stephan Hofer) anlässlich seines 70sten Geburtstags und seines 50-jährigen Bühnenjubiläums mit dem Album "Regenbogenland" erneut an die Öffentlichkeit. Es handelte sich dabei um den ersten Teil eines Soundtracks für ein autobiographisch eingefärbtes Musiktheaterstück zum Thema Friedensbewegung und Summer Of 69.
2021 erweiterte er sein Potential als Autor. Er vollendete seinen bereits vor Jahren begonnenen historischen Crossover-Roman "Das Gläserne Tal" und absolvierte damit 2022 eine außergewöhnliche musikalische Lesereise.
2022 wurde die Volksschule der Stadtgemeinde Stadl-Paura in "Flößerkaterschule" umbenannt. Namensgeber war die Hauptfigur des Alpinrockmusicals "Der Flößerkater & die Traungeister", das Egger bereits im Jahr 1996 eigens für diese Schule geschrieben hatte. Die Lieder und Geschichten daraus blieben seither ein steter Bestandteil des schulischen Alltags.
2023 stellte er mit dem Album Freiflug den zweiten Teil des Soundtracks für ein Musiktheaterstück fertig.
Zusammen mit dem ersten Teil Regenbogenland begab er sich damit auf eine rockmusikalische Zeitreise durch die 1960er/70er-, bzw. die 1980er/90er-Jahre.
2025 Im Jahr 1964 verschlug es Gerhard Egger aus dem Salzkammergut ins entlegene Südburgenland. Unter dem Einfluss der Beatles begann er dort als Schüler erste angloamerikanische Popsongs zu schreiben. 60 Jahre später produzierte er erstmals 10 dieser Songs und veröffentlichte sie unter dem Titel "First Songs" als Vinyl-LP und Download.

## Diskografie

### Alben
- 1972: Stoned Wall – Art Boys Collection mit Gerhard Egger, Album, Lesborne
- 1987: Vom Dachstoa bis nach Tennessee – Gerhard Egger & Die Mostrocker, Album, Riff Records
- 1991: Hallstatt–Das Mystical – Gerhard Egger & Die Mostrocker, Album, Riff Records
- 1995: Hoamatblues Gerhard Egger & Die Mostrocker, Album, Koch Int.
- 1996: Der Flößerkater & DieTraungeister – Gerhard Egger, Album, Riff Records
- 1997: Grenzgänger – Egger, Album, Koch Int.
- 2000: Stadlinger Hymne – Gerhard Egger & Freunde, Album, Riff Records
- 2001: Stoned Wall – Art Boys Collection mit Gerhard Egger, Album, Garden of Delights
- 2004: SchonZeit – Gerhard Egger & Die Mostrocker, Album, Musica
- 2011: Stoned Wall – Art Boys Collection mit Gerhard Egger, Release-Vinyl-Album, Golden Pavilion
- 2012: Gerhard Eggers Lonely Mostrock Band – Gerhard Egger & Die Mostrocker, Album, Birne Records
- 2019: Regenbogenland – Gerhard Egger & Die Mostrocker, Album, Birne Records
- 2023: Freiflug – Gerhard Egger & Die Mostrocker, Album, Birne Records
- 2025: First Songs - Gerhard Egger, Album, Birne Records

### Singles
- 1970: Lemon Tree – Art Boys Collection mit Gerhard Egger, Single, Lesborne
- 1971: Freedom Voice Of My Soul – Art Boys Collection mit Gerhard Egger, Single, Lesborne
- 1971: Life Is A Dream – Art Boys Collection mit Gerhard Egger, Single, Interpop
- 1971: Jesus Said – Art Boys Collection mit Gerhard Egger, Single, Lesborne
- 1987: Der Summa is im kumma – Gerhard Egger & Die Mostrocker, Single, Ringstrasse
- 1995: Übern See – Gerhard Egger & Die Mostrocker, Single, Koch Int.
- 1995: Scheni Leni – Gerhard Egger & Die Mostrocker, Single-Koch Int.
- 1996: Touristen – Gerhard Egger & Die Mostrocker, Single, Koch Int.
- 1997: Gemma’s an – Egger, Single, Koch Int.
- 1999: WeltSong – Gerhard Egger & Die WeltBand, Single, Riff Records
- 2003: Schonzeit – Gerhard Egger & Die Mostrocker, Single, Musica
- 2012: Mondsüchtig/Tanz mit mir Marie/A wunderschener Tag – Gerhard Egger & Die Mostrocker, Single, Birne Records
- 2013: Riese oder Zwerg/I sing wie ri bin/Meloni Moni – Gerhard Egger & Die Mostrocker, Single, Birne Records
- 2018: Himmi voller Stern/Dezemberschnee – Gerhard Egger & Die Mostrocker, Single, Birne Records
- 2020: Herbstzeitlos – Gerhard Egger & Die Mostrocker, Single, Birne Records
- 2020: Du ghörst zu mir – Gerhard Egger & Die Mostrocker, Single, Birne Records
- 2021: Wilfriedlied – Gerhard Egger & Die Mostrocker, Single, Birne Records
- 2023: Mehr mehr mehr – Gerhard Egger & Die Mostrocker, Single, Birne Records
- 2024: Marilyn Monroe/Insel der Seligen – Gerhard Egger & Die Mostrocker, Doppelsingle, Birne Records
- 2025: Julia - Gerhard Egger, Single, Birne Records

### Compilations
- 2004: Alpenrock Hüttenkracher – Koch Universal
- 2002: Segn und Sagn – Riff Records
- 2001: Psychedelic Underground – Garden Of Delights
- 2001: Power der Berge – Koch Universal
- 2000: Alpen-Rock im Doppelpack III – Koch Int.
- 1999: Der Berg ruft – Junge Klänge – Verlag Das Beste
- 1999: Bayern Power – Zyx Music
- 1999: Alpenrock präsentiert von M&M – BGM Ariola
- 1999: Alpen-Rock im Doppelpack II – Koch Int.
- 1998: Alpen-Rock – Koch Int.
- 1998: Almenrock – Koch Int.
- 1997: Best of Alpenrock–Hits der 80er u. 90er – BGM Ariola
- 1997: Ottis Schlachtplatte – Koch Int.
- 1996: Alpen-Rock 96 – Koch Int.
- 1996: Gipfelstürmer 2 – MCA
- 1995: Alpen-Rock 3 – Koch Int.
- 1974: Zwickt’s mi – Lesborne
- 1971: Pop Made In Austria 3 – Lesborne
- 1970: Pop Made In Austria 1 – Lesborne

## Bücher
- 1996: Der Flößerkater und die Traungeister – Lese- und Liederbuch – Gerhard Egger – Riff-Productions Lambach
- 2001: Rüdiger, der Feuerdrache – Kinderbuch – Gerhard Egger/Ruth Zizlasvky – Verlag HKM Lambach
- 2009: Mundart 2009 – Lyrikanthologie des Stelzhamerbundes – Gerhard Egger/Diverse – Verlag Plöchl Freistadt
- 2010: Zeitspuren aus dem inneren Salzkammergut – Gerhard Egger/Josef Posch – Edition Innsalz
- 2021: Das Gläserne Tal – Historischer Crossover-Roman, Gerhard Egger, Verlag Nina Roiter

## Auszeichnungen und Ehrungen
- 1970: Sieger des Sängerbewerbs „Innviertel-Grand-Prix“
- 1993: Förderpreis der AUME für die Alpinrock-Oper „Hallstatt-Das Mystical“
- 2000: Kulturplakette der Gemeinde Stadl-Paura
- 2009: Verleihung des Ehrenringes der Gemeinde Stadl-Paura